# Korrektor (Teleskop)
Ein Korrektor ist eine spezielle Anordnung von Linsen oder Spiegeln, die Abbildungsfehler eines Fernrohrobjektivs vermindert oder Abbildungsfehler durch die atmosphärische Dispersion (chromatische Aberration) beseitigt, wobei der Strahlengang des Teleskops nur gering verändert wird. Eine Definition gibt Ralph Allen Sampson für ein Linsensystem:

„Corrector […] introducing very little deviation in the ray but an arbitary amount of aberration […].“

Es gibt verschiedene Bauarten, die sich durch die Position des Korrektors im optischen System und infolgedessen auch des Korrektor-Durchmessers in Bezug auf die Apertur (Öffnung des Objektivs) unterscheiden.

## Apertur-Position

Schematische Darstellung der Korrektor-Position und des Strahlengangs der Schmidt-Kamera

Schematische Darstellung der Meniskuslinse und des gefalteten Strahlengangs des Maksutov-Cassegrain-Teleskops

Befindet sich der Korrektor in der Aperturposition, bildet er gleichzeitig die Blende des Teleskops. Bedeutende Beispiele sind
- die Schmidt-Platte einer Schmidt-Kamera oder eines Schmidt-Cassegrain-Teleskops,
- die meniskusförmige Linse des Maksutov-Teleskops,
- die zwei- oder dreilinsigen Houghton-Korrektoren
- und daraus weiterentwickelt die drei Linsen der Baker-Nunn-Kamera.

Diese ermöglichen die Verwendung eines sphärischen Hauptspiegels mit relativ großem Öffnungsverhältnis (im Bereich 1:3 bis 1:2) und ergeben einen nutzbaren Bildwinkel von mehreren Grad. Die aufwendige Baker-Nunn-Kamera, die spezielle Glassorten und asphärische Linsen einsetzt, erzielt einen Bildwinkel von 30° bei einem Öffnungsverhältnis von 1:1 und einem Linsendurchmesser von 50 cm.
Die Grundlagen dieser Korrektoren wurden in den 1930ern und 40ern entwickelt. Es sind afokale Linsen, die durch ihre besondere Gestalt achromatisch sind und eine Aberration erzeugen, die der des Hauptspiegels entgegengesetzt ist und diese kompensiert. Man erkannte, dass die optisch vorteilhafteste Position des Korrektors im Mittelpunkt der Krümmung des Hauptspiegels, der doppelten Brennweite, liegt. Daraus ergeben sich trotz der hohen Öffnungsverhältnisse relativ lange Teleskopabmessungen und der Hauptspiegel muss einen größeren Durchmesser als die Apertur bzw. der Korrektor aufweisen, um das Bild nicht zu vignettieren. Dies und die bei größeren Durchmessern schwierig zu fertigenden und stabilisierenden Linsen beschränken die Apertur typisch auf Durchmesser von etwa einem Meter. Die größten Aperturen werden mit der Schmidt-Platte erzielt, als Linse mit einem Durchmesser von 134 cm im Alfred-Jensch-Teleskop oder als Schiefspiegel im LAMOST mit einer Apertur von 4 m.
Wenngleich es sich nachteilig auf die optischen Eigenschaften auswirkt, sind davon ausgehend eine ganze Reihe verkürzte Varianten entwickelt worden, wie sie im Maksutov-Cassegrain-Teleskop und Schmidt-Cassegrain-Teleskop, wie dem Wright-Teleskop oder mit Strahlengängen ähnlich dem Newton-Teleskop realisiert sind. Besonders vorteilhaft ist hier der Houghton-Korrektor, da er aufgrund der weiteren Freiheitsgrade durch die Verwendung von zwei Linsen diese Positionsverschiebung besser kompensieren kann. Weiterer Vorteile des Houghton-Korrektors sind die einfachere Herstellbarkeit und die Vermeidung einer Bildfeldwölbung, die sich bei den anderen Korrektoren inhärent aus der Geometrie ergibt und durch einen gekrümmten Film oder einen zusätzlichen Bildfeldebner nahe dem Brennpunkt ausgeglichen werden.
Die Leistung der Korrektoren in der Apertur-Position kann durch weitere Korrektoren, meist nahe dem Fokus, verbessert werden.

## Fokus-Position

Raytracing eines Rosin-Korrektors für hyperbolische Spiegel; die Spot-Diagramme sind im Zentrum, bei 0,35° und 0,5° ermittelt.
Darunter ein Jones-James-Korrektor für sphärische Spiegel und die Spot-Diagramme im Zentrum, bei 0,175° und 0,25°.
Als Referenz das Spot-Diagramm eines Parabolspiegels im Zentrum und bei 0,05°; alle mit eingezeichneten Airy-Scheibchen für einen Spiegel mit 600 mm Durchmesser und ein Öffnungsverhältnis von 1:5,6. Die gezeigten Strahlengänge entsprechen den letzten 500 mm bis zum Fokus.

Des Weiteren gibt es Korrektoren nahe der Bildebene, die im Englischen als Sub-Aperture Corrector bezeichnet werden. Deren Prinzipien wurden 1912–1914 von Ralph Allen Sampson publiziert und seitdem in vielen Varianten entwickelt:
- Sampsons Korrektor für Newton-Teleskope[4] und für Cassegrain-Teleskope[1]
- Gascoigne,[5] asphärisch, einlinsig, beispielsweise im Irenée du Pont- und Henrietta Swope-Teleskop,
- Rosin, zweielementig,[6][7][8]
- Ross[9], zwei- oder dreielementig, eingesetzt in den 60- und 100-Zoll-Teleskopen des Mount-Wilson-Observatoriums,
- Wynne[10][11], dreielementig oder vierelementig, beispielsweise im 5-m-Hale-Teleskop und in den 2,3-m-Teleskopen des Vainu-Bappu-Observatoriums und des Wyoming Infrared Observatory
- Paul, ein konvexer und ein konkaver sphärischer Spiegel korrigieren Koma und Astigmatismus eines parabolischen Hauptspiegels.[12] Weiterentwickelt von Baker, der in dem Paul-Baker-Teleskop durch asphärische Spiegeloberflächen zudem die Bildfeldkrümmung beseitigt. Diese Konfiguration kam in einem 1,8-m-Teleskop und kommt in abgewandelter Form im LSST zum Einsatz.[13]
- Paracorr, zwei Achromate für parabolische Hauptspiegel[14]

Diese Korrektoren werden bspw. in Newton-Teleskop zur Erweiterung des Sichtfeldes eingesetzt. Besonders vorteilhaft lassen sich Korrektoren mit einem speziell dafür konstruierten Hauptspiegel und ggf. Sekundärspiegels kombinieren, ersterer hat dann anstelle der parabolischen eine hyperbolische Form; entsprechende Teleskope werden auch als Hypergraph bezeichnet.
Einige neuere Korrektoren dienen zur Aufwertung bestehender Großteleskope, um mit diesen Himmelsdurchmusterungen durchzuführen. Bedingt durch den großen Hauptspiegel und dessen nicht an den Korrektor angepasste Form erfordern sie große, beabstandete Linsen. Nachfolgende Tabelle gibt eine Übersicht über deren Dimensionen. Eine detaillierte Diskussion findet sich in 
| Name                         | Teleskop                     | Apertur | Bildfeld    | Linsen                             | Durchmesser | Länge   | Kamera    | Datum |
| ---------------------------- | ---------------------------- | ------- | ----------- | ---------------------------------- | ----------- | ------- | --------- | ----- |
| WFI                          | 2.2-m MPG/ESO                | 2,2 m   | 0,6° × 0,6° | 6                                  | ≈ 40 cm     | ≈ 35 cm | 67 Mpix   | 1999  |
| Megacam                      | CFHT                         | 3,6 m   | 1,4°        | 4                                  | 81 cm       | 190 cm  | 340 Mpix  | 2003  |
| WFCAM                        | UKIRT                        | 3,8 m   | 1,0°        | 3 + 1 Spiegel                      | 81 cm       |         | 16 Mpix   | 2004  |
| DECam                        | Victor M. Blanco Teleskop    | 4,0 m   | 2,2°        | 5                                  | 93 cm       |         | 520 Mpix  | 2011  |
| Hyper-Suprime-Cam            | Subaru-Teleskop              | 8,2 m   | 1,5°        | 7 (inkl. ADC)                      | 82 cm       | 185 cm  | 889 Mpix  | 2011  |
| WIYN-ODI                     | WIYN-KPNO                    | 3,5 m   | 1,4°        | 2 (+ 4 ADC)                        | 63 cm       |         | 1024 Mpix | 2011  |
| Integrierter Korrektor       |                              |         |             |                                    |             |         |           |       |
| SDSS-2,5-Meter-Teleskop      | SDSS-2,5-Meter-Teleskop      | 2,5 m   | 3°          | Cassegrain + 2/3                   | 72 cm       | -       | 126 Mpix  | 1998  |
| Pan-STARRS                   | Pan-STARRS                   | 1,8 m   | 3°          | Cass. + 3                          | 50 cm       | -       | 1400 Mpix | 2006  |
| VISTA                        | VISTA                        | 4 m     | 1,4°        | Cass. + 3                          | 52 cm       | -       | 67 Mpix   | 2008  |
| VISTA – 4MOST                | VISTA – 4MOST                | 4 m     | 2,5°        | Cass. + 4                          | -           | -       | -         | 2025  |
| VST                          | VST                          | 2,6 m   | 1,4°        | Cass. + 1 (+ 4 ADC) oder Cass. + 2 | 46 cm 44 cm | -       | 268 Mpix  | 2011  |
| Space Surveillance Telescope | Space Surveillance Telescope | 3,5 m   | 3,5°        | Paul-Baker + ?                     | ?           | -       | ?         | 2011  |
| LSST                         | LSST                         | 8,4 m   | 3,5°        | Paul-Baker + 3                     | 162 cm      | -       | 3200 Mpix | 2023  |

### Sphärischer Hauptspiegel
Eine andere Gruppe von Korrektoren ist für einfacher herzustellende sphärische Hauptspiegel entworfen:
- Meniskus[8]
- Jones-Bird, Doublet,[29][8][30]

Es zeigt sich, dass mit den einfachen Linsen nur bei kleineren Spiegeln bzw. Aperturen eine gute Korrektur möglich ist, bspw. für einen Durchmesser von 200 mm und einer Öffnung von 1:5; bei größeren Spiegeln, bspw. einem 800 mm F/4, ergibt sich auch im Zentrum kein scharfes Bild. Während diese Linsen sphärische Aberrationen korrigieren, rufen sie meist zusätzlichen Astigmatismus, Koma und eine stärkere Bildfeldwölbung hervor. Diese das Bildfeld begrenzenden Abbildungsfehler können durch weitere, räumlich separierte Glieder behoben oder vermindert werden:
- Jones-James[31][30]
- eine streuende und fokussierende Linse[32] oder Achromat[33]
- Pankratz Triplett und Dublett,[34] für einen Spiegel mit einer Apertur von 1:2,13 und einem Durchmesser von 75 cm erzielt eine Brennweitenverlängerung von 3.
- GAnAs bestehend aus zwei asphärischen Platten und einer Meniskuslinse für einen 1-m-Spiegel mit 5 m Brennweite und ein Bildfeld von 0,5°.[35]

Für Teleskope mit einem Cassegrain-Strahlengang werden Korrektorlinsen auch nahe dem Fangspiegel verwendet, wie bereits in der Arbeit von Sampson gezeigt, im Klevtsov-Teleskop und im Argunov-Teleskop. Auch für Gregory-Teleskope mit sphärischen Spiegeln sind eine Reihe von Korrektoren entwickelt worden.

## Retrofokal
Ein Korrektor kann auch hinter dem Fokus angeordnet werden, wobei bei einem Aufbau nach Schupmann die Lichtstrahlen durch einen Magnin-Hohlspiegel wieder nahe den Fokus zurückgeworfen werden. Hierzu sind nachfolgend verschiedene Variationen entwickelt worden. Schupmann entwarf diese Optiken 1899 zur Korrektur von Farblängsfehler von einfachen Linsen – Achromate waren seinerzeit schwer herzustellen – sie eignen sich aber auch für sphärische Aberration. Ein einfacher Korrektor für sphärische Aberration besteht aus einer Linse im Brennpunkt und einem leicht gekippten ellipsoiden Fangspiegel, der das Bild neben den Brennpunkt projiziert; in dieser Anordnung, die Schupmann-Medial-Fernrohren ähnelt, werden zudem Koma, Astigmatismus, Bildfeldkrümmung und -verzerrung beseitigt. Ebenfalls zum Ausgleich der sphärischen Aberration dienen der aus zwei Spiegeln konstruierte Mertz-Korrektor des Arecibo-Radioteleskops und die aus vier Spiegeln konstruierten Korrektoren des Hobby-Eberly-Teleskops und des Southern African Large Telescope; diesem folgt erforderlichenfalls noch ein siebenlinsiger Korrektor zur Erweiterung des Bildfeldes. Ein neueres Design für das Hobby-Eberly-Teleskop verspricht durch einen Mertz-Korrektor, gefolgt von einer inversen Cassegrain-Anordnung, eine Korrektur über ein Bildfeld von 18 Bogenminuten durch 4 Spiegel. Eine Übersicht und weitere Konfigurationen geben Ackermann et al.
Durch einen gänzlich anderen Ansatz können auch mit sphärischen Hauptspiegeln sehr große Bildwinkel erzielt werden. Hierbei besteht der Korrektor aus vielen kleinen Segmenten, die aus zwei paarweise angeordneten asphärischen Spiegeln, Segmente eines Mertz-Korrektor, zusammensetzen und die Bildfehler jeweils in ihrem kleinen Bereich ausgleichen. Damit ist es möglich, ein 30-m-Teleskop mit 3° Bildwinkel zu konstruieren. Für die gleiche Spiegelanordnung zeigt Allan David Beach einen postfokalen Linsenkorrektor, der ein erneutes Abbild erzeugt und mit einer Meniskuslinse dabei die sphärische Aberration beseitigt und wie in einem Schuppmann-Teleskop eine Bildlinse einsetzt. In ähnlicher Weise arbeitet die Relaisoptik für sphärische Spiegel in Cassegrainanordnung und in Newtonteleskopen von Michael Paramythioti, die in dem Clavius-Teleskop eingesetzt wird.

## Atmosphärische Dispersion

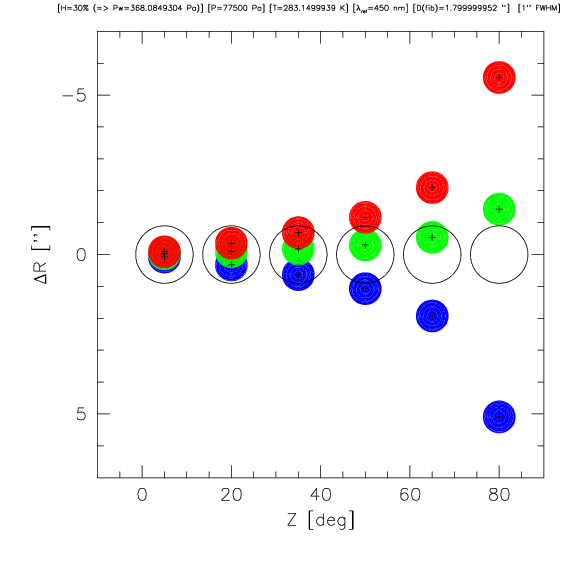
Atmosphärische Dispersion bei unterschiedlichen Zenitabständen Z

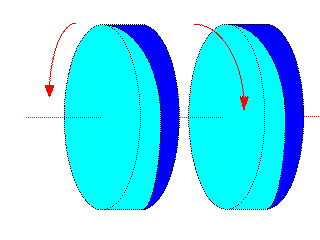
Atmosphärischer Dispersionskorrektor durch verdrehbare Amici-Prismen

Werden mit einem Teleskop Beobachtungen außerhalb des Zenits durchgeführt, führt dies durch die Atmosphäre zu einer Aufspaltung des Lichts ähnlich der Farbaufspaltung eines Prismas. Das nebenstehende Bild verdeutlicht diesen Effekt für drei Wellenlängen. Die atmosphärische Dispersion wurde 1869 von Airy beobachtet; er und sein Assistent schlugen verschiedene Gegenmaßnahmen vor. In modernen Teleskopen werden häufig Geradsichtprismen nach Amici eingesetzt, die durch gegenseitiges Verdrehen eine gegenteilig Dispersion hervorrufen und den Effekt kompensieren. Diese sind, um eine kleine Baugröße zu ermöglichen, nahe dem Fokus angeordnet und sind gegebenenfalls dort mit weiteren Korrekturlinsen kombiniert.